# Wastandjeszwam
De wastandjeszwam (Scopuloides hydnoides) is een schimmel behorend tot de familie Meruliaceae. Het leeft saprotroof op hout en takken van loofbomen op vochtige tot natte plaatsen. Soms komt het voor op naaldhout.

## Kenmerken
Het heeft een dikte van 25 tot 120 µm. Het hymeniaal oppervlak is bleek olijfgeel en sterk gebarsten wanneer het oud is.
De cystidia meten 50-350 × 40-120 µm. Ondergedompelde cystidia bedekt met dikkere kristalmassa's dan de uitstekende. Cystidiale elementen talrijk. Basidia zijn clavaat met 4-sterigmata en meten 10-14 × 3-4 μm. Basidiosporen nauw ellipsoïde, adaxiaal iets concaaf, glad, dunwandig, met een minieme apiculus en meten (3,3-) 3,3-4,2 (-4,5) × 1,7-2,2 μm.

## Verspreiding
In Nederland komt de wastandjeszwam algemeen voor. Het staat niet op de rode lijst en is niet bedreigd.